# Jean-André Delorme
Pour les articles homonymes, voir Delorme.
Jean-André Delorme, né le 31 janvier 1829 à Sainte-Agathe-en-Donzy (Loire) et mort dans la même ville le 27 août 1905, est un sculpteur français.

## Biographie
Jean-André Delorme naît à Sainte-Agathe-en-Donzy, où son père est charpentier.
Après avoir commencé ses études à Lyon, il s’installe à Paris et entre le 10 octobre 1851 à l’École nationale supérieure des beaux-arts où il est l’élève de Jean-Marie Bonnassieux et d’Auguste Dumont. Il remporte le deuxième prix de Rome en 1857 pour Ulysse blessé à la chasse par un sanglier.
Il débute au Salon en 1861 où il obtient une médaille de seconde classe, puis y expose régulièrement jusqu’à sa mort. Il est classé hors concours en 1863 et devient membre du jury de la Société des artistes français en 1881. Il est récompensé par une médaille de bronze à l’Exposition universelle de 1889 à Paris.
Jean-André Delorme meurt à Sainte-Agathe-en-Donzy le 27 août 1905 et est enterré à Paris au cimetière du Montparnasse.

## Œuvres dans les collections publiques

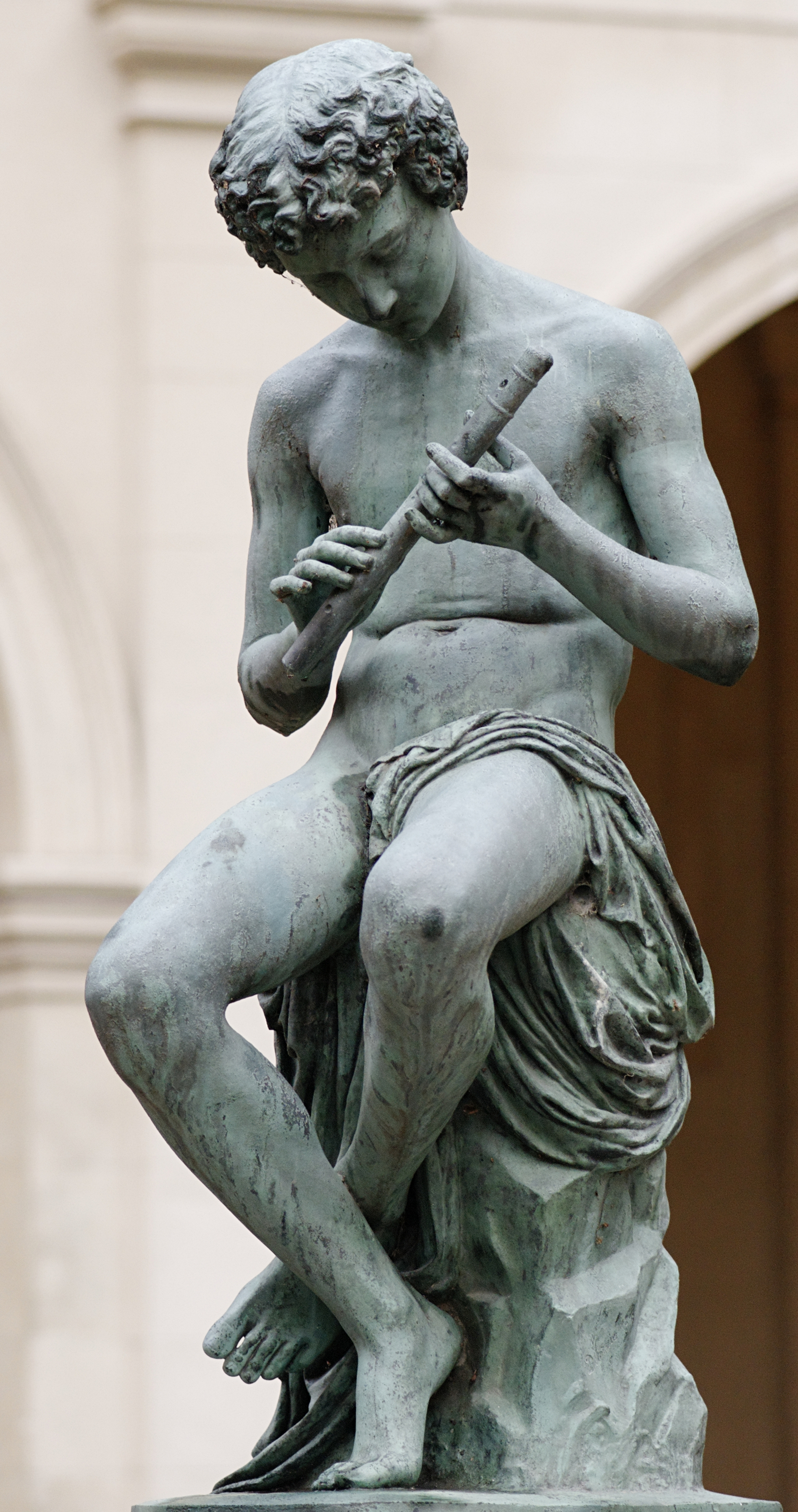
Joueur de flûte (1861), musée des beaux-arts de Lyon.

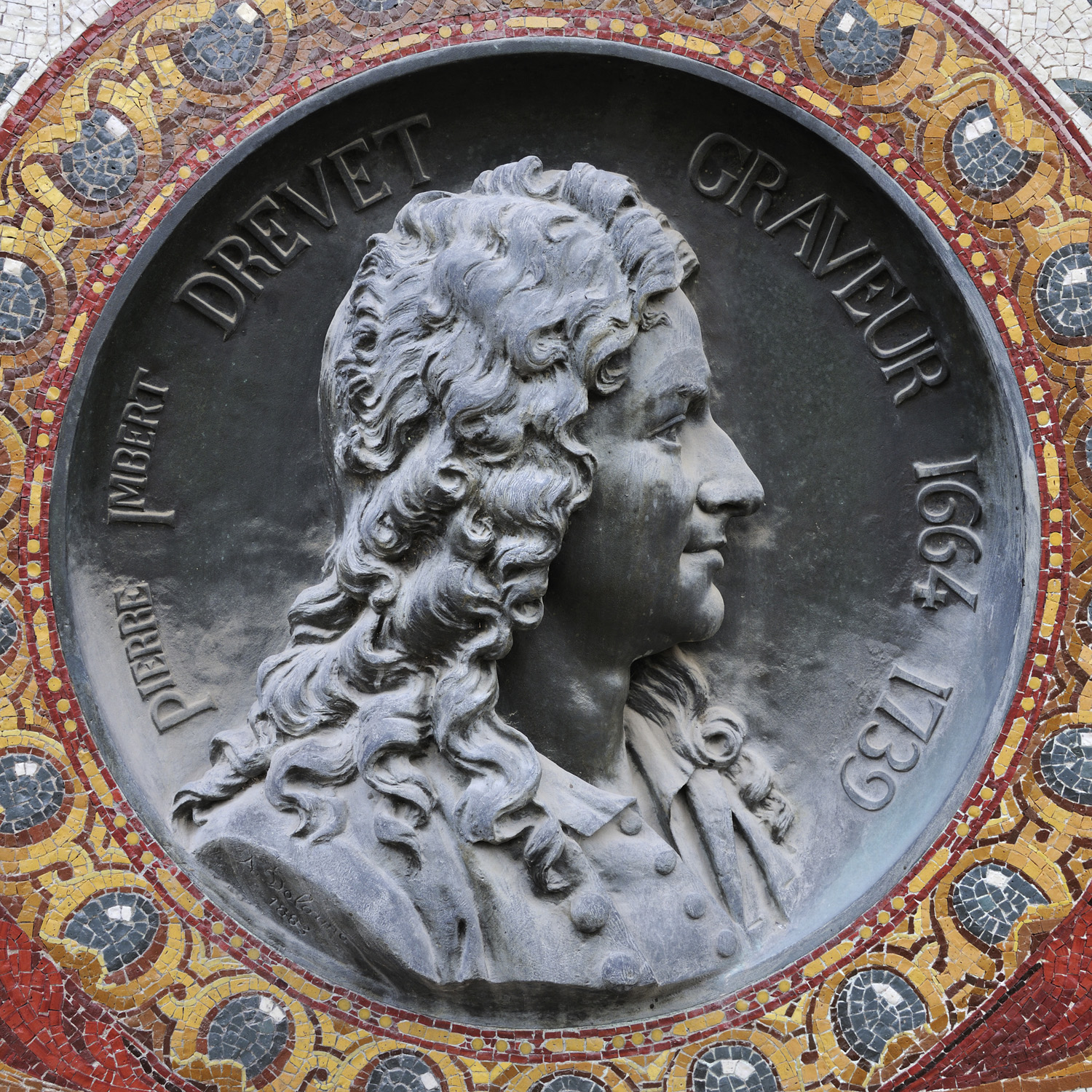
Pierre Drevet, médaillon en bronze, musée des beaux-arts de Lyon.

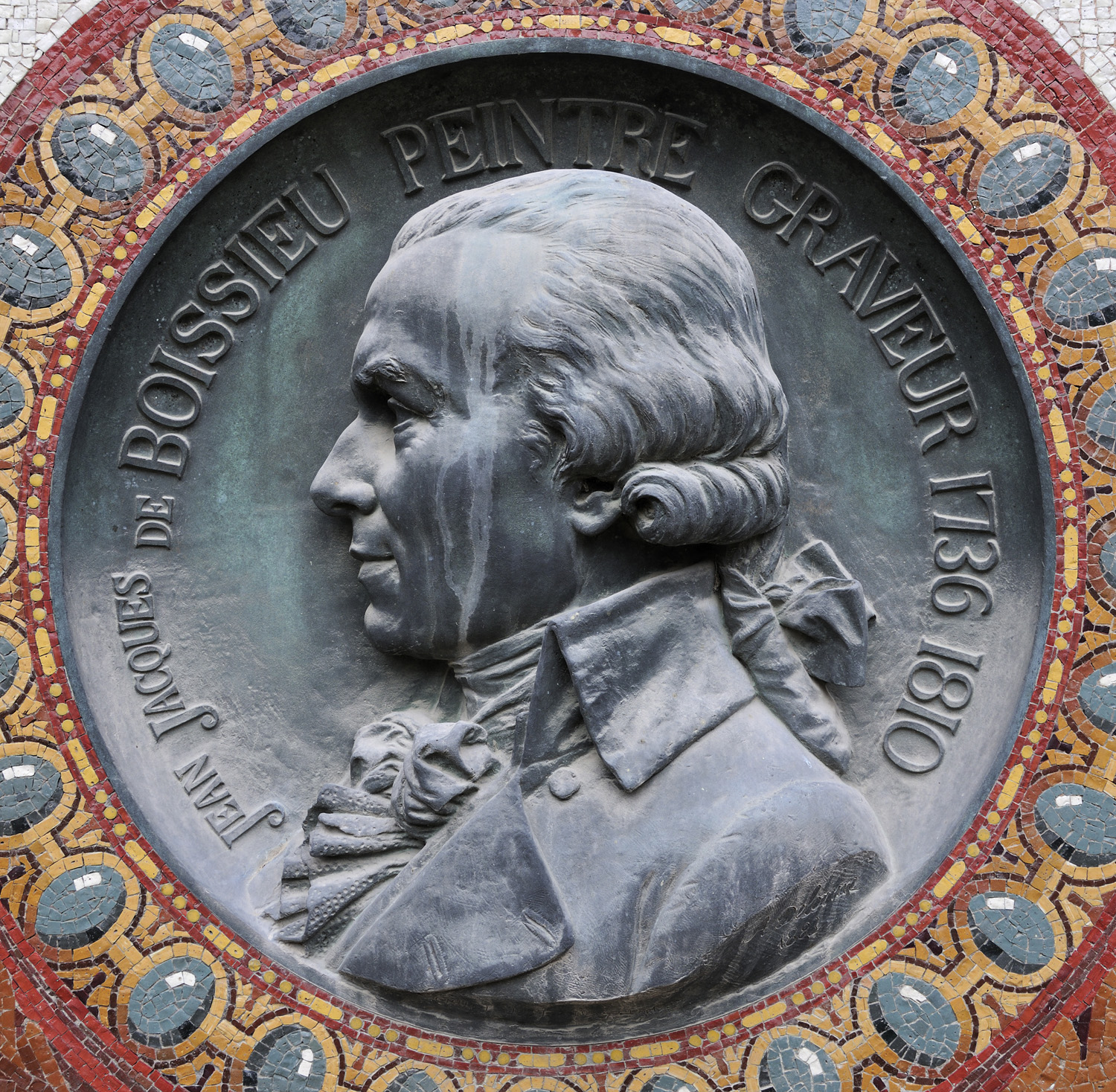
Jean-Jacques de Boissieu, médaillon en bronze, musée des beaux-arts de Lyon.

- Bayonne, musée Bonnat-Helleu : Paul Baroilhet[3], 1891, buste en plâtre.
- Belley : Monument à Lamartine, 1899, bronze. Inaugurée le 22 mai 1899[4],[5].
- Besançon, square Saint-Amour : Monument à l’amiral Devarenne, 1896, bronze[6], envoyé à la fonte sous le régime de Vichy[7].
- Bourg-Saint-Andéol : Dona Vierna, d’après un modèle de Jean-André Delorme, statue en marbre de Carrare représente le personnage légendaire de Vierne de Balazuc, bienfaitrice de Bourg-Saint-Andéol. Œuvre exécutée par Bouvas, Pinoti et Imbert[8].
- Lyon :
  - église Saint-Bonaventure : Saint-Joseph à l’Enfant, 1896, statue en plâtre.
  - musée des beaux-arts :
    - Psychée, 1865, statue en marbre, 110 cm, exposée au Salon de 1865 et à l’Exposition universelle de 1867 ;
    - Joueur de flûte, 1861, statue en bronze, 122 cm, acquis par la ville de Lyon en 1868[9] ;
    - Mercure, statue en plâtre, 1874, présentée hors concours au Salon de 1874 puis en marbre au Salon de 1880 ;
    - Jean Tisseur, 1884, buste en marbre, galerie des Lyonnais[10].

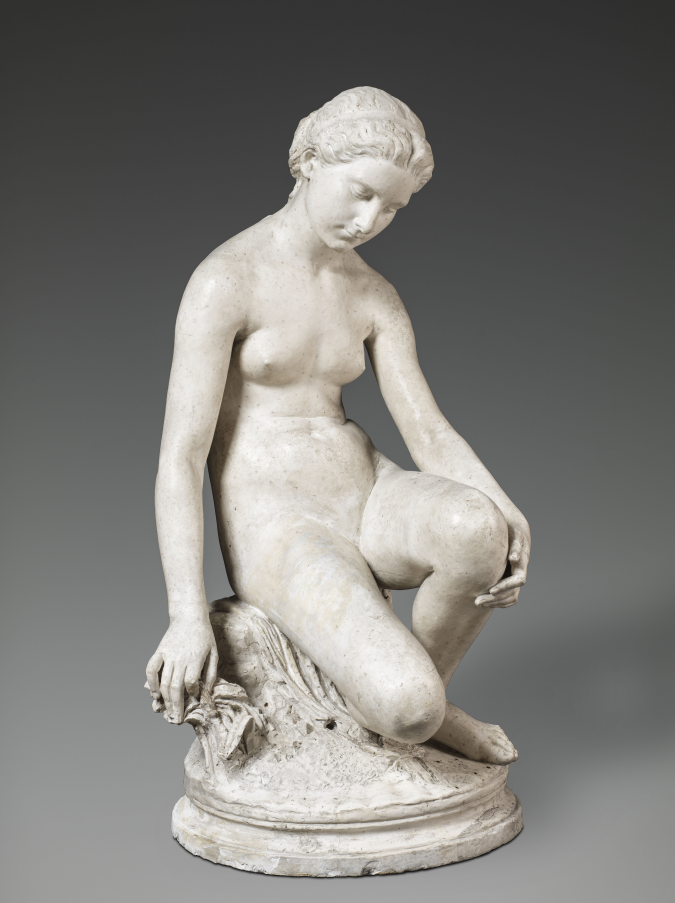
Nemours, Château-Musée : - Psyché cueillant des fleurs, 1865, plâtre, 110 × 42 cm. Inv. 1905.37.1[11]. - Ariane, 1893, plâtre, 183 × 62 cm. Inv. 1903.52.1[12].    - Psyché cueillant des fleurs, 1865, plâtre, 110 x 42 x 53 cm. Nemours, Château-Musée, 1905.37.1 - Ariane, 1893, plâtre, 183 x 62 x 45 cm. Nemours, Château-Musée, 1903.52.1
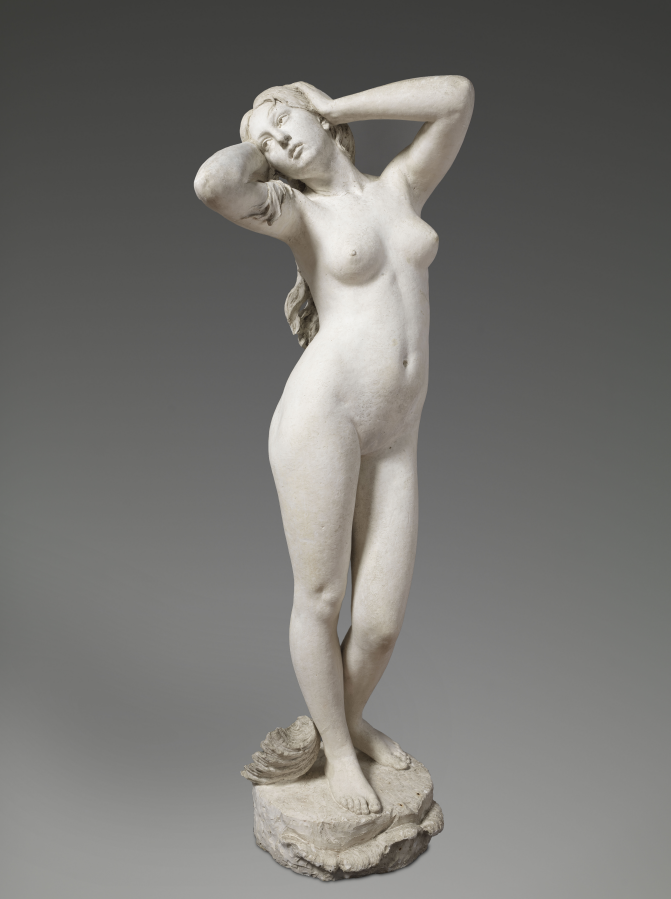
Paris :
  - cimetière du Montparnasse : Constant Verick, 1892, buste en bronze ornant la sépulture du fabricant de microscopes, officier d’académie.
  - église Notre-Dame-des-Champs : Saint-Joseph, vers 1879, statue en pierre, 180 cm, dans le vestibule de gauche.
  - église Saint-Gervais-Saint-Protais, chapelle Sainte-Anne : 
    - L’Éducation de la Vierge, 1868, groupe en pierre, 140 cm ;
    - La Piété ;
    - La Douceur ;
    - deux anges.

  - hôtel de ville : Nicolas Boileau-Despréaux, 1882, statue en pierre, dans une niche à l’angle gauche du 1er étage du pavillon.
  - ministère du Commerce et de l’Industrie : Le Commerce, 1894, statue en marbre, présentée hors concours au Salon de 1894.
  - Muséum d’histoire naturelle : Gabriel Delafosse, 1905, buste en marbre, 80 cm.
  - Opéra Garnier : Paul Baroilhet, 1889, buste en marbre.
- Roanne, musée Joseph-Déchelette : Benjamin, 1874, statue en marbre.
- Saint-Étienne, avenue Président Faure (avenue de la Libération) : Monument à Jules Janin, 1905, bronze, envoyé à la fonte sous le régime de Vichy[13].
- Localisation inconnue : Sainte Madeleine, statue plâtre, Salon de 1886 et Exposition universelle de 1889.